# آلو آرجون
آلو آرجون (انگلیسی: Allu Arjun؛ زادهٔ ) هنرپیشه و بازیگر سینما اهل کشور هند است. وی از سال ۲۰۰۳ میلادی تاکنون مشغول فعالیت بوده‌است.
از فیلم‌هایی که وی در آن نقش داشته است می‌توان به خوشحالی اشاره کرد.

## فیلم‌شناسی
فهرست برخی از فیلم‌هایی که آلو آرجون در آنها به ایفای نقش پرداخته‌است:
- خوشحالی
- آریا
- آریا ۲
- همراه دو زن
- رودرامادوی
- بانی
- بدرینات
- پسر باهوش
- اسکن
- دویدن
- جولای
- دی جی
- اسب مسابقه
- پسر ساتیامورتی
- جایی در ویکنتاپورام
- نام من سوریا
- مرد عدالت
- فریاد
- پوشپا: ظهور
- بابا